# Euróérmék

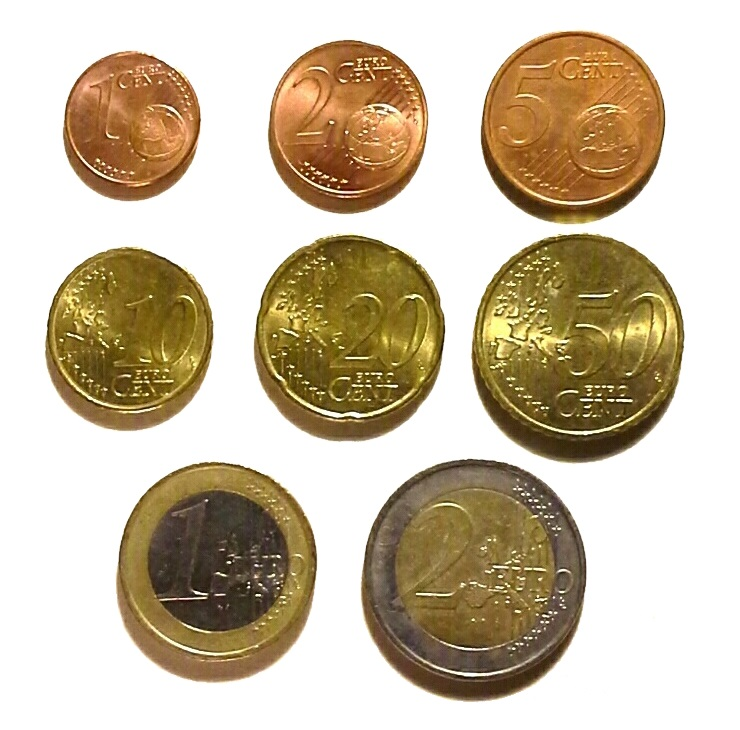
Az euróérmék sorozata

Az euróérmék az Európai Unió közös pénznemének, az eurónak érméi, melyeknek sajátossága, hogy fejoldaluk a kibocsátó ország szerint változik. Az euró jelenleg 26 európai ország közös pénzneme, így az Európai Unió 20 tagállamának, 4 törpeállamnak illetve Montenegrónak és Koszovónak; közülük érmék előállításra 24 államnak van joga. Euróövezeti szinten minden pénzérmékkel kapcsolatos kérdést az Európai Bizottság koordinál. Az euró készpénz – így érmék és bankjegyek – formájában elsőként 2002. január 1-jén került forgalomba. A közforgalmú érmék címletei az 1, 2, 5, 10, 20 és 50 centesek illetve az 1 és 2 eurósok.

## Az érmék mint fizetőeszközök
Euró- és eurócentérmék kibocsátására a 20 eurózónabeli állam, továbbá Andorra, Monaco, San Marino és a Vatikán jogosult. Az érmék minden eurót használó országban érvényes fizetőeszköznek minősülnek, függetlenül előállítási helyüktől.

## Az érmék megjelenése
Az érmék nyolc különböző névértékben készülnek, ezek az 1, 2, 5, 10, 20 és 50 centesek, továbbá az 1 és 2 eurósok.
Az érmék kinézetéről és az érvényes címletekről a Tanács 975/98/EK rendelete rendelkezik.
Az azonos névértékű ércpénzek megjelenése egységes: alapvető tulajdonságaik – a 2 euróst leszámítva – (méret, súly, szín, ötvözet, élminta), illetve írásoldali véseteik megegyeznek (függetlenek az előállítás helyétől). Az érmék fejoldali vésete az előállító országra jellemző, nemzeti jellegű.

### Az írásoldal
Az euróérmék két oldala az érme címletét tartalmazó úgynevezett egységes oldal és az úgynevezett nemzeti oldal. Előbbi az ugyanazon címletű érméknél mindig azonos, függetlenül attól, hogy az euróérmét melyik ország nemzeti bankja állította ki. Az egységes oldalakat a belga Luc Luycx tervezte.
Az 1, 2 és 5 centes érmék Európa helyzetét mutatják a földgolyón. A 10, 20 és 50 centesen az Európai Uniónak a 2004-es bővítés előtti tagállamai láthatók külön-külön (tehát például Magyarország nem szerepel). Az 1 és 2 eurós az Uniót ábrázolja, szintén az újonnan csatlakozott államok nélkül. Az új tagállamok nem kerültek föl automatikusan az érmékre a 2004-es bővítés után; 2007-től kerültek forgalomba az új érmék, amelyeken már egész Európa látható. Ekkor viszont az EU egész területén megváltoztatták az érmék egységes oldalát. A régi írásoldallal ellátott érmék ettől függetlenül továbbra is forgalomban maradnak.
Szlovénia belépésével végleg szükségessé vált az érmék írásoldalának megváltoztatása, az új tagállamok feltüntetésére. Néhány ország ezt már 2007-ben megtette, mások 2008-ban tértek át az új írásoldalra.

### A fejoldal
A fejoldal kialakítása országonként eltérő, így ez alapján azonosítható az előállító állam (ezért a fejoldalt hívják „nemzeti oldalnak” is); 2007 elején összesen 16 ország 19 (a verdejeles különbségekkel együtt 25) érmesorozata, azaz – az emlékérméket nem számítva – 144 különböző érme van forgalomban.
A fejoldalon mindig szerepel a tizenkét csillag, egy keltezési dátum és egy szimbolikus ábra vagy portré; a görög érméken feltüntetik továbbá a pénznem nevét görög betűkkel. A dátumozás rendszerint a forgalomba hozatal évére utal, de a belga, finn, francia, holland és spanyol fémpénzekre – a helyi hagyományoknak megfelelően – a készítés éve kerül. Így a legkorábbi keltezésű közforgalmú euróérme 1999-es.
A kép egy helyi vonatkozású szimbólum vagy egy neves személy (király, királynő vagy egyházfő) arcképe. A nemzeti oldalak vésetei névértékhez kötöttek. A legtöbb ország három különböző mintát veret a nyolc érmére; Észtország Belgium, Hollandia, Írország, Litvánia, Luxemburg és a Vatikán egy vésetet használ; Ausztria, Görögország, Olaszország, Szlovénia és San Marino pedig mind a nyolc címlethez különböző fejoldalt rendel, így ez utóbbi országok érméinek névértéke pusztán a fejoldal alapján is megmondható. A monarchiák érméin (Spanyolország és Monaco kivételével) az uralkodó arcképe szerepel.

A nemzeti oldal mintáit az egyes országok szabadon változtathatják meg; a változtatás életbe léptetése előtt az Európai Bizottságon keresztül célszerű tájékoztatniuk a valutaunió többi tagállamát. Mindazonáltal a 2002-ben forgalomba hozott első sorozathoz képest eddig csak hat állam: Belgium, Hollandia, Monaco, San Marino, Spanyolország és Vatikán módosította érméi fejoldali vésetét.
Az egyházi állam ércpénzei alapján beazonosítható a mindenkori egyházfő: az első sorozaton (2002–2005) a néhai II. János Pál pápa portréja, a második sorozaton (2005) az ő halála után ideiglenes államfő szerepét betöltő bíboros kamarás (camerlengo) címere és az Apostoli Kamara emblémája, míg a harmadik sorozaton (2006–2014) XVI. Benedek pápa arcképe szerepel. Ezt a Ferenc arcképeivel készült negyedik sorozat (2014-2017) követi. Majd az ötödik sorozatot (2017-) Ferenc pápa címere díszíti. Az érmék kizárólag forgalmi sorokban jelennek meg; ez a gyakorlat 2008-ig nem változott.
Monacóban 2001 óta vernek euróérméket, de III. Rainier herceg 2005-ös halála után 2006 végén bocsátották ki az II. Albert monacói herceg uralma alatt forgalomba kerülő érméket. 2006-ig még csak rendkívül kis példányszámban, díszdobozban és Proof (tükörfényes) minőségben vertek ilyen érméket, mivel 2004-től 2006-ig csak Proof érmék készültek Monacóban. 2007-ben 64 286 darab 1-és 2 eurós érmét készítettek, mindkettőt verdefényes kivitelben. 2003-ban csak 10, 20, 50 centes, 1 és 2 eurós, 2005-ben csak 1, 2 és 5 centes jelent meg. 2008-as kiadásról még nem érkezett hír.
A motívumok eloszlását mutató táblázatokban az országokra kattintva a szimbólumok háttere is megismerhető.

### Fizikai paraméterek
| Címlet  | Átmérő   | Vastagság | Tömeg  | Anyag | Perem                       | Mágneses-e? |
| ------- | -------- | --------- | ------ | --- | --------------------------- | ----------- |
| 1 cent  | 16,25 mm | 1,67 mm   | 2,30 g | vörösréz-bevonatú acél                                                                                                 | sima                        | igen        |
| 2 cent  | 18,75 mm | 1,67 mm   | 3,06 g | vörösréz-bevonatú acél                                                                                                 | sima, hornyolt              | igen        |
| 5 cent  | 21,25 mm | 1,67 mm   | 3,92 g | vörösréz-bevonatú acél                                                                                                 | sima                        | igen        |
| 10 cent | 19,75 mm | 1,93 mm   | 4,10 g | „északi arany” (89% réz, 5% alumínium, 5% cink, 1% ón)                                                                 | durván recézett, formázott  | nem         |
| 20 cent | 22,25 mm | 2,14 mm   | 5,74 g | „északi arany” (89% réz, 5% alumínium, 5% cink, 1% ón)                                                                 | sima, „spanyol virág” alakú | nem         |
| 50 cent | 24,25 mm | 2,38 mm   | 7,80 g | „északi arany” (89% réz, 5% alumínium, 5% cink, 1% ón)                                                                 | durván recézett, formázott  | nem         |
| 1 euró  | 23,25 mm | 2,33 mm   | 7,50 g | külső rész: sárgaréz–nikkel 75% réz, 20% cink, 5% nikkel) belső rész: vörösréz–nikkel, nikkel, vörösréz–nikkel rétegek | szakaszosan recézett        | gyengén     |
| 2 euró  | 25,75 mm | 2,20 mm   | 8,50 g | külső rész: vörösréz–nikkel (75% réz, 25% nikkel) belső rész: sárgaréz–nikkel, nikkel, sárgaréz–nikkel rétegek         | feliratos, finoman recézett | gyengén     |

## Érmehamisítás
2006-ban a forgalomban levő közel 68 milliárd közforgalomú euróérméből becslések szerint 10 millió volt hamis. Ezek többsége 1 és 2 eurós; a centeket – a viszonylag magas előállítási költség miatt – nem éri meg hamisítani. A hatóságok 2006 áprilisáig 365 ezer hamis érmét vontak ki a forgalomból; az Európai Csalás Elleni Hivatal (OLAF) ez alapján úgy becsüli, hogy „500 000 forgalomban lévő valódi érmére kevesebb mint egy hamis érme jut”. A hatóságok évről évre növekvő számú esetben lelnek érmeutánzatokra. Mindazonáltal az eddig kiszűrt hamisítványok mennyisége még mindig jóval alacsonyabb, mint a korábbi nemzeti valuták forgalomban volt hamis érméinek száma. A hamisítványok kiszűrését nehezíti, hogy a legtöbb utánzat a német 2 euróst mintázza, amely egyébként is a leggyakoribb euróérme, illetve hogy az érmékre kevésbé figyelnek oda az elfogadóhelyeken. A jól beállított automaták mindazonáltal nem fogadják el a hamis érméket.

## Emlékérmék
A közönséges érméken túl az egész valutaközösségben legális fizetőeszköznek minősülnek az emlékérmék (commemoratives), amelyek alkalmi fejoldallal készített 2 eurósok. Egy állam egy félévben egy emlékérmét mutathat be, tehát egy évben kettőt (korábban csak egyet adhattak ki évente); az egy típusú érmékből kiadható maximális példányszámot előre meghatározzák, ám közös kiadás alkalmával és a klasszikus verettel együtt akár háromféle 2 eurós is készülhet egy országban egy évben. Az első emlékérme a 2004-es athéni olimpiai játékok tiszteletére készült, azóta minden ország bocsátott ki ilyen pénzdarabokat. 

## Gyűjtőknek szánt érmék
A gyűjtőknek szánt érmék (collector coins) kifejezetten csak a készítő országban funkcionálnak legális fizetőeszközként. Közönséges érmék névértékeiben nem készülhet ilyen pénzdarab, nem lehet rajtuk a közönséges érmékhez tartozó ábra, és azoktól színük, méretük vagy súlyuk alapján még legalább két jellemzőjükben el kell térjenek. A készítő ország neve kötelezően szerepel rajtuk. Anyaguk arany, ezüst vagy platina. 